# 泛音列

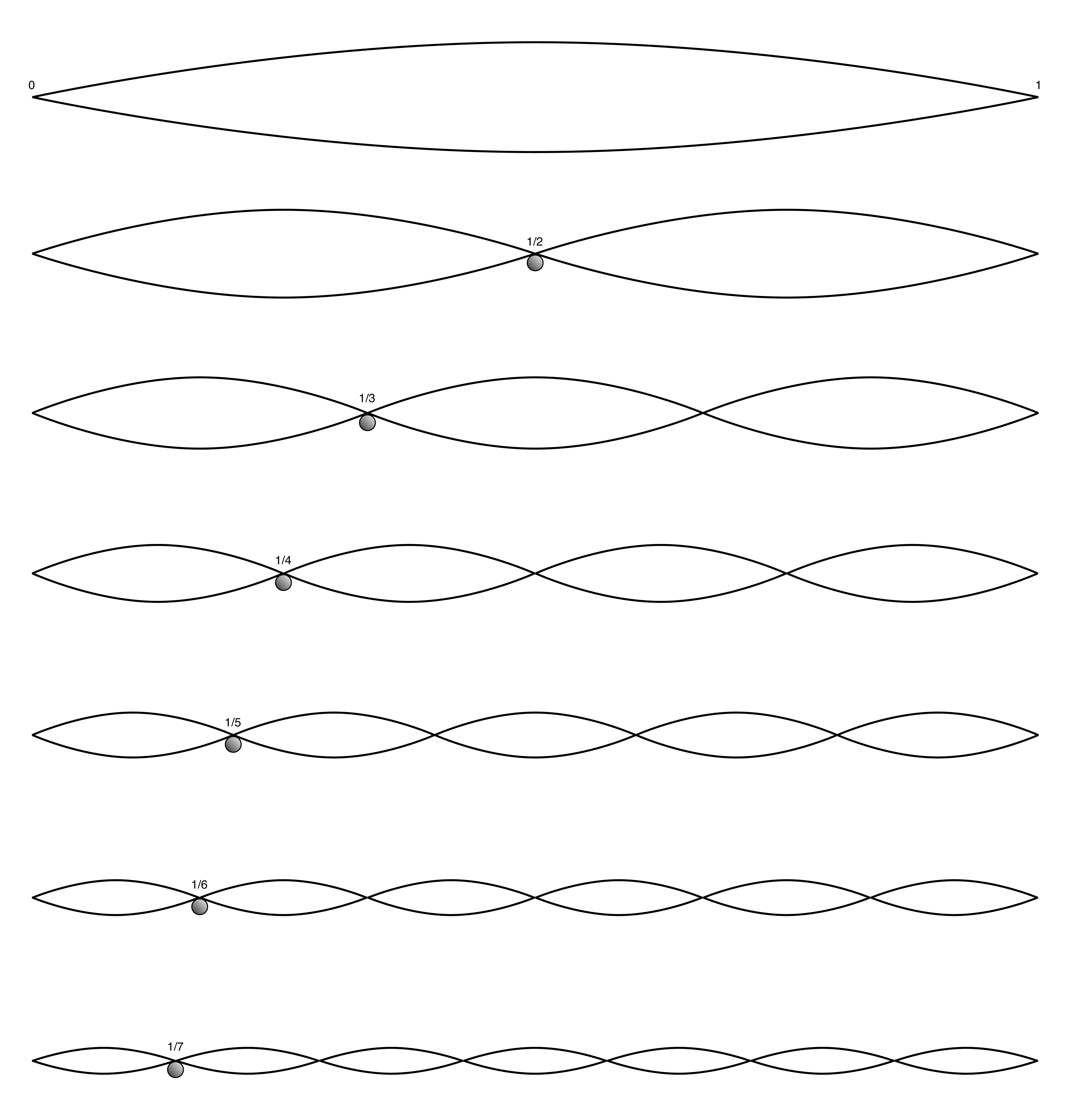
泛音列

泛音列（英語：Harmonic series），又称分音列（一般分音列包括基音，而泛音列不包括基音），指的是频率是基音频率的整数倍的一系列的声音，这些声音都是纯音，可分别用正弦波表示。
泛音的原理是发声体除了整体振动（基音）以外，还会分段振动。所有泛音称为泛音列，包括基音则称为分音列。分音列中最低的音是基音或第一分音，其次的最低的音是第二分音或第一泛音，依此类推。基音上方的其他音叫做“上方分音”（upper partials）或泛音（overtones），他们与基音之间的音程是固定的：一个八度，然后是一个纯五度，等等。通常，乐器上发出的每个音都是基音和上方泛音的复合音，唯一的例外是音叉。
樂器的音高通常和諧波震盪有關。譬如弦樂器或管樂器可對空氣震盪以產生聲音，並且可同時以不同的頻率震盪，以發出不同頻率的聲音。而根據駐波的原理可知這些頻率大多數呈現倍數關係，而這些不同頻率的聲波即組成泛音列。

## 泛音列的描述
所有諧波震盪中頻率最小者稱為基本頻率（基頻），而基頻高低決定了樂器彈奏此音符的音高。幾乎所有樂器除了可發出基頻音以外亦會伴隨著較高頻的聲音，稱為泛音。在有明顯音高的樂器中，弦或空氣管之間會有因反射而造成波長相同、行進方向相反的波，而因為這些彼此互相干涉而產生波長、頻率不同的諧波，在音樂上的名詞即為泛音。而泛音列的波長分別為弦長或是空氣管長的1/2、1/3、1/4、1/5、1/6......等倍。參考駐波可了解其原理。
理論上，泛音的頻率分別為基頻的2、3、4、5、6......等倍。但是根據介質的物體特性，空氣介質振動往往會改變原先泛音的頻率。然而，這些特性除了對頻率的精確度有影響外，聽覺上的影響甚小。因此可合理地說泛音的頻率為基頻的整數倍。實際上，樂器的聲音是其諧波與偏差音的組合。

## 基音、泛音列表
| 分音                                 | 与上个音的音程 | 频率比 |
| ------------------------------------ | -------------- | ------ |
| C（基音）                            | 基音           | 基频   |
| c                                    | 纯八度         | 2:1    |
| g                                    | 纯五度         | 3:2    |
| c1                                   | 纯四度         | 4:3    |
| e1                                   | 大三度         | 5:4    |
| g1                                   | 小三度         | 6:5    |
| ♭b1（偏低）                          | 小三度         | 7:6    |
| c2                                   | 大二度         | 8:7    |
| d2                                   | 大二度         | 9:8    |
| e2                                   | 大二度         | 10:9   |
| #f2（严重偏低，几乎介于f2与bg2之间） | 大二度         | 11:10  |
| g2                                   | 小二度         | 12:11  |
| a2（偏低，几乎介于ba2和a2之间）      | 大二度         | 13:12  |
| ♭b2（偏低）                          | 小二度         | 14:13  |
| b2                                   | 增一度         | 15:14  |
| c3                                   | 小二度         | 16:15  |